# Ichneumon connatus
Ichneumon connatus là một loài tò vò trong họ Ichneumonidae.